# Antonio Reyes
Juan Antonio Reyes Hernández (22 agosto 1962 – 10 giugno 2019) è stato un cestista messicano.

## Carriera
Con il Messico ha disputato quattro edizioni dei Campionati americani (1988, 1989, 1992, 1997) e quattro dei Giochi panamericani (1983, 1987, 1991, 1995).